# The Sporting Duchess
The Sporting Duchess er en amerikansk stumfilm fra 1915 af Barry O'Neil.

## Medvirkende
- Rose Coghlan.
- Ethel Clayton som Lady Muriel Desborough.
- Betty Brice som Vivian Darville.
- Frankie Mann som Annette Donnelly.
- Florence Williams som Mrs. Donnelly.